# Pęcherz moczowy
Pęcherz moczowy (łac. vesica urinaria) – narząd gromadzący mocz wydalany przez nerki, który spływa do niego stale, odpływa zaś okresowo przez cewkę moczową. Pojemność pęcherza moczowego u dorosłego człowieka wynosi od 250 do 500 ml, może on jednak rozciągnąć się do objętości ponad jednego litra. W ciężkich chorobach, na przykład w durze brzusznym, przy zatrzymaniu moczu pojemność pęcherza może osiągnąć 3–4 litry.
Pęcherz opróżniony leży poza spojeniem łonowym, wypełniony wystaje ponad spojenie. Kształt pęcherza zależny jest od stopnia wypełnienia. Pęcherz opróżniony jest spłaszczony w kierunku przednio – tylnym, wypełniony przybiera postać kulistą. Część skierowana ku górze i ku przodowi nosi nazwę szczytu pęcherza (apex vesicae), ku dołowi i tyłowi zwrócone jest dno pęcherza (fundus vesicae). Między szczytem a dnem znajduje się trzon pęcherza (corpus vesicae). Gdy pęcherz jest spłaszczony, wyróżnia się na nim ścianę przednią i ścianę tylną.
Dno pęcherza ma kształt trójkąta i jest ograniczone trzema ujściami. Od tyłu leżą symetrycznie ujścia moczowodów (ostia ureterum), kąt przedni dna zajmuje ujście wewnętrzne cewki moczowej (ostium urethrae internum).

## Anatomia

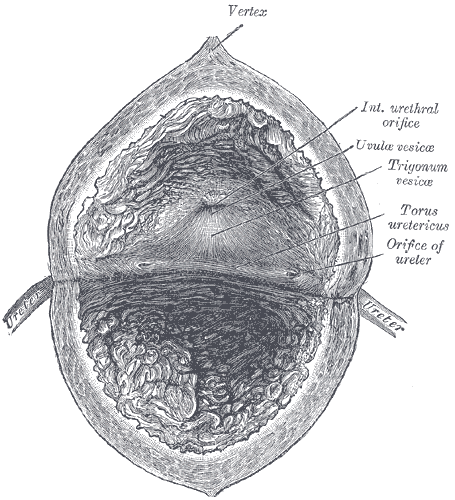
Pęcherz moczowy człowieka – schemat

Między pęcherzem moczowym a tylną powierzchnią spojenia łonowego znajduje się wypełniona tkanką łączną przestrzeń załonowa. Od szczytu pęcherza ku górze po tylnej powierzchni ściany jamy brzusznej ciągnie się więzadło pępkowe pośrodkowe. Więzadło to jest pozostałością występującego w życiu płodowym moczownika (urachus). Po obydwu stronach więzadła pępkowego pośrodkowego przebiegają dwa więzadła pępkowe przyśrodkowe, które są zarośniętymi tętnicami pępkowymi. Tętnice pępkowe odgrywają dużą rolę w życiu płodowym, u człowieka dorosłego ulegają uwstecznieniu. Od góry pęcherz moczowy jest pokryty otrzewną, która w miarę wypełniania się pęcherza unosi się wraz z nim. Przy pęcherzu wypełnionym i wystającym ponad spojenie łonowe przednia jego ściana przylega bezpośrednio do przedniej ściany jamy brzusznej, co pozwala na nakłucie pęcherza od przodu bez naruszenia otrzewnej.

### Różnice w budowie anatomicznej mężczyzny i kobiety
W związku z obecnością narządów rozrodczych usytuowanie pęcherza moczowego, wielkość, kształt oraz położenie cewki moczowej są inne u mężczyzn i kobiet.
U mężczyzn otrzewna z pęcherza przechodzi ku tyłowi na przednią powierzchnię odbytnicy, wyścielając w tym miejscu zagłębienie odbytniczo-pęcherzowe. Dno pęcherza spoczywa na gruczole krokowym. Nieco powyżej do tylno-dolnej powierzchni pęcherza moczowego przylegają pęcherzyki nasienne. Cewka moczowa ma długość 20 cm, przechodzi przez gruczoł krokowy, a następnie wzdłuż prącia, by zakończyć się ujściem zewnętrznym.
U kobiet otrzewna z górnej powierzchni pęcherza moczowego przechodzi na przednią powierzchnię macicy, przy czym powstaje zagłębienie pęcherzowo-maciczne. Dno pęcherza spoczywa na trójkącie moczowo-płciowym, zatem pęcherz leży niżej niż u mężczyzn. Ku tyłowi od pęcherza znajduje się macica i górny odcinek pochwy. Cewka moczowa ma od 3 do 4 cm.

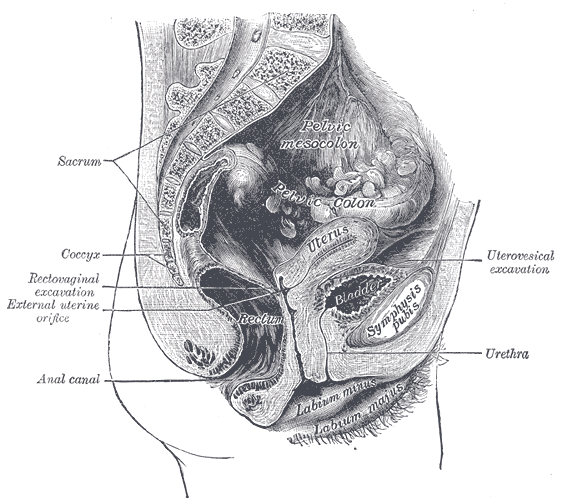
Układ kobiecy
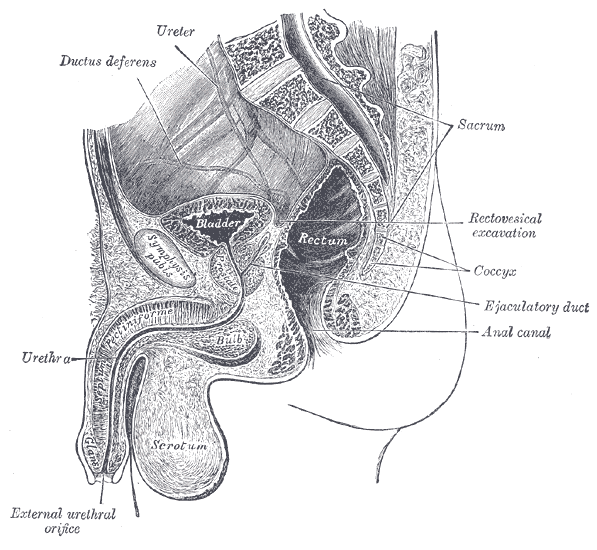
Układ męski

## Budowa ścian pęcherza
Grubość ściany pęcherza zależy od jego wypełnienia. Pusty pęcherz ma ścianę grubości około 10 mm, wypełniony – do 2 mm. Ściana pęcherza moczowego zbudowana jest z trzech warstw:
- błony śluzowej wraz z tkanką podśluzową

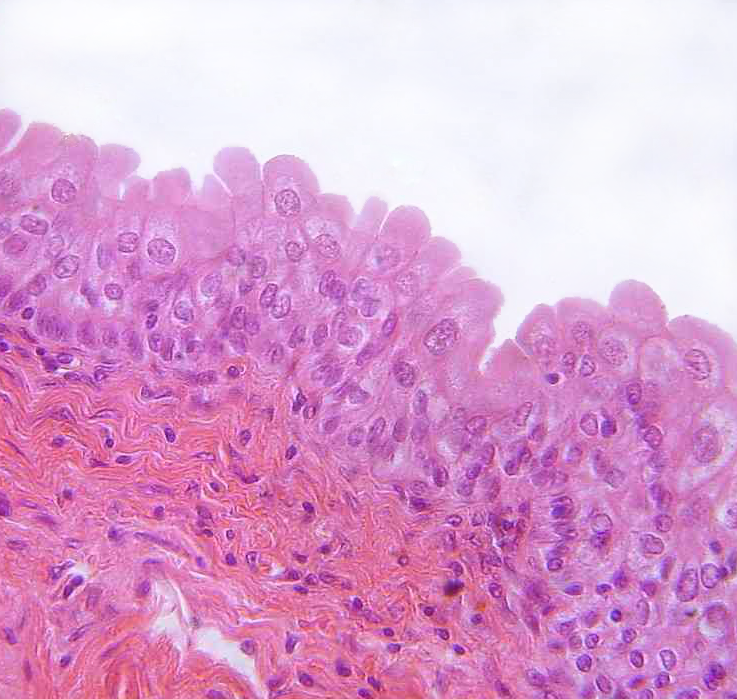
Nabłonek przejściowy

- błony mięśniowej
- błony zewnętrznej.

### Błona śluzowa
W pustym pęcherzu błona śluzowa tworzy fałdy, nie ma ich tylko w trójkącie pęcherza (trigonum vesicae), leżącym między ujściami moczowodów a ujściem cewki moczowej. Fałdy te wygładzają się w miarę wypełniania się pęcherza. Błonę śluzową pokrywa nabłonek przejściowy.
Ponieważ moczowody przebijają ścianę pęcherza ukośnie, powstają przy ich ujściach fałdy błony śluzowej, odgrywające rolę zastawek. Im bardziej pęcherz jest wypełniony, tym silniej fałdy zamykają ujścia moczowodów. Pomiędzy błoną śluzową a mięśniową znajduje się tkanka podśluzowa, jak wspomniano, nie ma jej jedynie w obrębie trójkąta pęcherzowego.

### Błona mięśniowa
Błona mięśniowa pęcherza moczowego składa się z trzech powiązanych ze sobą warstw. Warstwa zewnętrzna i warstwa wewnętrzna mają przebieg podłużny, środkowa przebiega okrężnie. Warstwy mięśniowe są ściśle ze sobą powiązane, gdyż pęczki mięśniowe jednej warstwy przechodzą w drugą. Łącznie stanowią funkcjonalną całość znaną jako mięsień wypierający pęcherza. W miejscu ujścia wewnętrznego cewki moczowej warstwa mięśniowa środkowa jest zgrubiała i tworzy zamykający ujście mięsień zwieracz pęcherza.

### Błona zewnętrzna
Błona zewnętrzna pęcherza przechodzi bezpośrednio na otaczające tkanki. Na górnej i tylnej powierzchni pęcherza przylega ona do otrzewnej.

## Unaczynienie

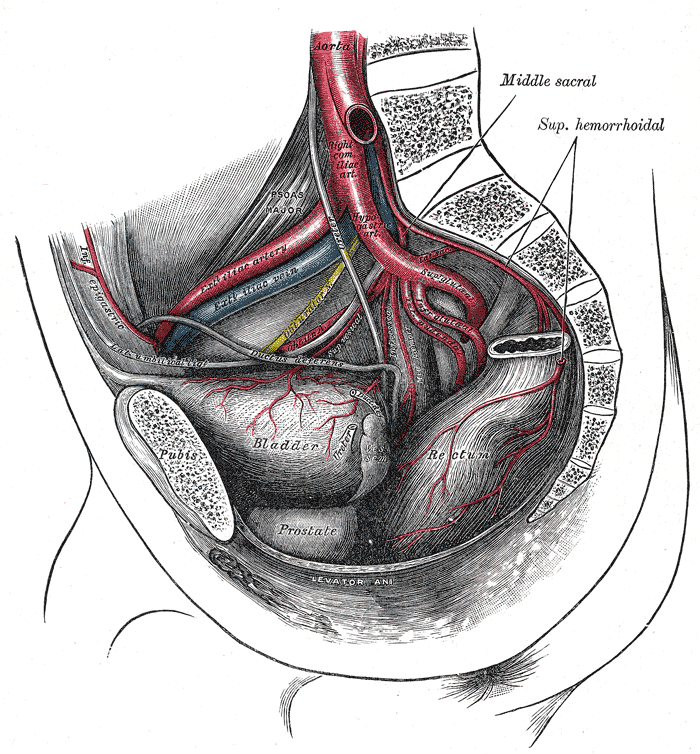
Tętnice

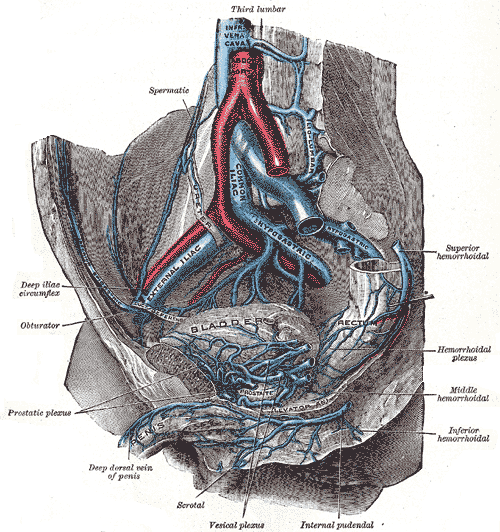
Żyły

Pęcherz unaczyniają tętnice pęcherzowe. Tętnica pęcherzowa górna odchodzi od tętnicy biodrowej wewnętrznej za pośrednictwem tętnicy pępkowej. Tętnica pęcherzowa dolna odchodzi bezpośrednio od tętnicy biodrowej wewnętrznej. Żyły pęcherza tworzą sploty, z których krew odpływa do żyły biodrowej wewnętrznej.

## Unerwienie

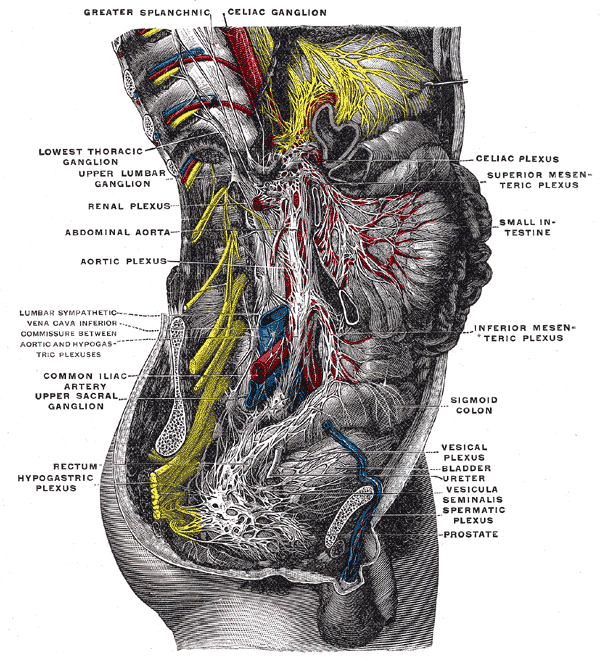
Unerwienie pęcherza moczowego

Nerwy pęcherza moczowego składają się z włókien współczulnych i przywspółczulnych i pochodzą ze splotu podbrzusznego górnego i dolnego.

## Choroby pęcherza moczowego
- rak pęcherza moczowego
- zapalenie pęcherza moczowego
- białkomocz
- hematuria
- wysiłkowe nietrzymanie moczu
- uchyłki i złogi
- upośledzenie kurczliwości
- neurogenność i nadreaktywność
- przetoki moczowe
- niestabilność wypieracza moczu
- zapalenie śródmiąższowe